# Каспер (фільм)
«Каспер» (англ. Casper) — американський сімейний комедійно-фентезійний фільм 1995 року режисера Бреда Сілберлінга (його дебютний фільм), знятий на основі мультиплікаційного персонажу «Каспер дружній привид», створеного художниками-мультиплікаторами Сеймуром Райтом та Джо Оріоло. У головних ролях знялися такі актори як: Крістіна Річчі, Білл Пуллман, Кеті Моріарті і Ерік Айдл.

## Сюжет
Отримавши у спадок від власного батька багатія Каррігана лише маєток «Віпстаф» у місті Френдшип, розпещена Катеріна Кріттенден сподівається знайти там приховані скарби, але стикається у маєтку з трьома злими привидами «примарного тріо». Спроби позбутися привидів за допомогою найнятих екзорцистів, мисливців на привидів та будівельників зазнають невдачі.
В цей час привид Каспер, що теж мешкає у маєтку і мріє знайти собі друга, дізнається з теленовин про доктора Джеймса Гарві, який шукає контакту з померлою коханою дружиною Амелією. У доктора є донька-підліток Кетлін, яка відразу сподобалася Касперу, і привид влаштовує так, що про доктора Гарві дізнається з теленовин Катеріна Кріттенден і запрошує його на роботу в маєток.
Кет не подобається те, чим займається її батько, але вона переїжджає у Френдшип разом з ним. Каспер робить спробу подружитися з Кет, лякає її, втім, через деякий час завойовує її довіру.
У школі Кет вражає нових однокласників тим, що живе у маєтку «Віпстаф», і погоджується провести вечірку на честь Хелловіна. Ембер та Вік, однокласники Кет, планують принизити її на вечірці.
В цей же час доктор Гарві, якого спочатку лякали троє привидів, намагається порозумітися з ними, щоб змусити їх покинути маєток. Він дізнається, що вони знають Амелію. В обмін на його обіцянку залишити привидів у спокої, примарне тріо обіцяє влаштувати йому зустріч з Амелією.
Кет дізнається, що Каспер нічого не пам'ятає про своє колишнє життя, і відновлює його дитячу кімнату. Каспер упізнає свої речі, згадує минуле і повідомляє, що його батько був винахідником і після смерті сина збудував машину «Лазар», яка може повертати мертвих до життя, але створив необхідний для цього перетворення еліксир лише для однієї людини. Кет і Каспер знаходять «Лазара», але Катеріна Кріттенден і її помічник Пол «Дібз» Плутчер прокрадаються за ними і, коли Кет хотіла перетворити Каспера на людину, крадуть еліксир. Кріттенден і Плутчер замишляють використати машину, гадаючи, що за допомогою «Лазара» отримають багатство і безсмертя. Кріттенден намагається вбити Плутчера, але сама помирає і стає привидом.
Доктор Джеймс впадає в депресію через те, що примарне тріо розіграло його з Амелією, і випадково гине.
У кімнаті з «Лазарем» розлючена Кріттенден знаходить прихований скарб і викидає Дібза у вікно через те, що він хотів обманути її. Каспер і Кет хитрістю змушують Катеріну сказати, що в неї немає незавершених справ на землі, і вона вирушає у потойбічний світ. Після того як привид Кріттенден зникає, скриня зі скарбом падає, відкривається і виявляється, що скарб — це бейсбольний м'яч Каспера, підписаний легендарним бейсболістом.
Додому повертається привид Джеймса з трьома привидами, і Каспер жертвує своїм шансом повернутися до життя на користь батька Кет.
У маєтку розпочинається вечірка. Примарне тріо лякає Ембер і Віка, руйнуючи їх план розіграти Кет. Ангел Амелія зустрічається з Каспером і за його самопожертву надає йому змогу переміститися у фізичне тіло на короткий час, щоб потанцювати з Кет. Потім Амелія зустрічається з Джеймсом і говорить йому, що у неї немає незавершених справ на землі, бо вона була щаслива зі своєю сім'єю, і радить Джеймсу рухатися далі. Каспер танцює з Кет, рівно о десятій знов перетворившись на привида.

## У ролях
| Актор                | Роль                                    |
| -------------------- | --------------------------------------- |
| Крістіна Річчі       | Кетлін «Кет» Гарві                      |
| Білл Пуллман         | доктор Джеймс Гарві                     |
| Кеті Моріарті        | Катеріна «Карріган» Кріттенден          |
| Ерік Айдл            | Пол «Дібз» Плутчер                      |
| Малачі Пірсон        | привид Каспер (озвучування)             |
| Девон Сава           | 12-річний хлопчик Каспер                |
| Джо Аласкі           | привид Стінкі «Смердючий» (озвучування) |
| Бред Гарретт         | привид Фатсо «Жирний» (озвучування)     |
| Джо Ніпоте           | привид Стреч «Довгий» (озвучування)     |
| Джессіка Вессон      | Ембер                                   |
| Геретт Ретліф Генсон | Вік                                     |
| Емі Бреннеман        | Амелія Гарві                            |
| Бен Стейн            | нотаріус небіжчика Каррігана            |

У фільмі в епізодичних ролях знімалися:
- Дон Новелло як святий отець Гвідо Сардуччі (вигаданий комедійний персонаж);
- Ден Екройд як Реймонд Стантз, мисливець на привидів;
- Фред Роджерс;
- Террі Мерфі;
- Клінт Іствуд;
- Родні Денджерфілд;
- Мел Гібсон.

## Цікаві факти
- «Каспер» став першим фільмом, головний герой якого повністю комп'ютерний персонаж.
- На відміну від мультиплікаційного персонажу «Каспер дружній привид» у фільмі привид Каспер має трагічну передісторію, пов'язану з його смертю.
- Отримавши від ангела Амелії на деякий час своє тіло з його властивостями, Каспер під час танцю з Кет піднімається з нею у повітря немов привид, а не людина.
- Завдяки касовому успіху «Каспера» Бред Сілберлінг отримав запрошення на знімання свого наступного фільму «Місто янголів».

## Критика і нагороди
Фільм зібрав по світу 287 900 000 $, що набагато перевершило його бюджет. Він отримав змішані відгуки: Rotten Tomatoes дав оцінку 51 % на основі 41 відгука від критиків і 49 % від більш ніж 250 000 глядачів. Більшість критичних зауважень стосувалися гумору щодо затронутої у фільмі теми смерті, особливо смерті Каспера, 12-річного хлопчика.
Фільм був номінований на кінопремію «Сатурн» за найкращий фентезійний фільм, а виконавиця головної ролі Крістіна Річчі здобула премію «Сатурн» як найкраща молода акторка.
Разом з тим фільм був номінований на антипремію Stinkers Bad Movie Awards як найгірший фільм, але поступився фільму «Стриптизерки».